# Swordfish
Swordfish er en amerikansk kriminalthriller fra 2001 instrueret af Dominic Sena efter manuskript af Skip Woods. Filmen har John Travolta, Hugh Jackman, Halle Berry og Don Cheadle på rollelisten.

## Medvirkende
- John Travolta
- Hugh Jackman
- Halle Berry
- Don Cheadle
- Sam Shepard
- Vinnie Jones
- Drea de Matteo
- Rudolf Martin

## Ekstern henvisning
- Swordfish på Internet Movie Database (engelsk)
- Swordfish på Filmdatabasen
- Swordfish på Scope
- Swordfish i Svensk Filmdatabas (svensk)
- Swordfish på AlloCiné (fransk)
- Swordfish på MovieMeter (nederlandsk)
- Swordfish på AllMovie (engelsk)
- Swordfish hos American Film Institute (engelsk)
- Swordfish på Turner Classic Movies (engelsk)
- Swordfish på The Movie Database (engelsk)